# 바실리 타시셰프

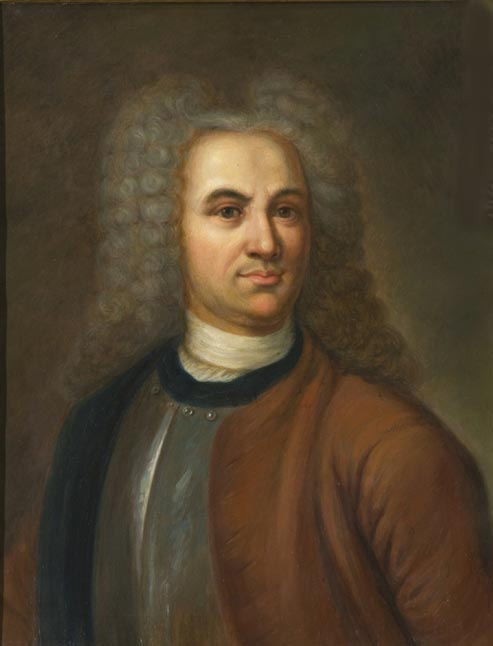
1800년대 초상화

바실리 니키티치 타티셰프(러시아어: Васи́лий Ники́тич Тати́щев, 1686년 4월 19일 - 1750년 7월 15일)는 러시아의 유능한 정치인이자 민족지학자였다.

## 인생
타티셰프는 1686년 4월 19일에 프스코프에서 가까운 마을에서 태어났다. 모스크바의 공학학교에서 수업을 받던 중에 1700년 - 1721년에 북방 대전쟁에 참가했다.

## 행적
그는 우랄산맥을 유럽과 아시아를 구분짓는 지리적 경계로 삼을 것을 최초로 제안하였다.